# Субхангулово
Субхангулово (баш. Собханғол) — деревня в Уршакском сельсовете Аургазинского района Республики Башкортостан России.

## Географическое положение
Расстояние до:
- районного центра (Толбазы): 34 км,
- центра сельсовета (Староабсалямово): 15 км,
- ближайшей железнодорожной станции (Шингак-Куль): 40 км.

## История
В «Списке населенных мест по сведениям 1870 года», изданном в 1877 году, населённый пункт упомянут как деревня Супханкулова 1-го стана Стерлитамакского уезда Уфимской губернии. Располагалась при речке Уязбаше, по левую сторону Оренбургского почтового тракта из Стерлитамака в Уфу, в 70 верстах от уездного города Стерлитамака и в 25 верстах от становой квартиры в деревне Толбазы (Адиль-Муратова). В деревне, в 24 дворах жили 119 человек (57 мужчин и 62 женщины, татары), были мечеть, училище. Жители занимались земледелием, скотоводством.

## Население
| 2002 | 2009 | 2010 |
| ---- | ---- | ---- |
| 116  | ↘91  | ↗93  |

Согласно переписи 2002 года, преобладающая национальность — татары (95 %).